# Satchinez

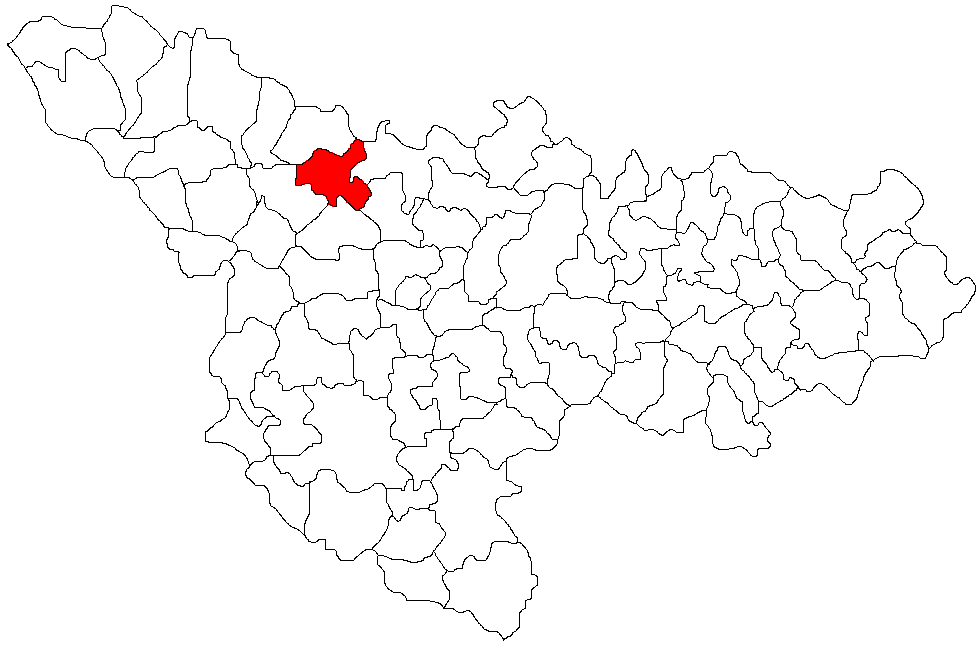
Lage der Gemeinde Satchinez im Kreis Timiș

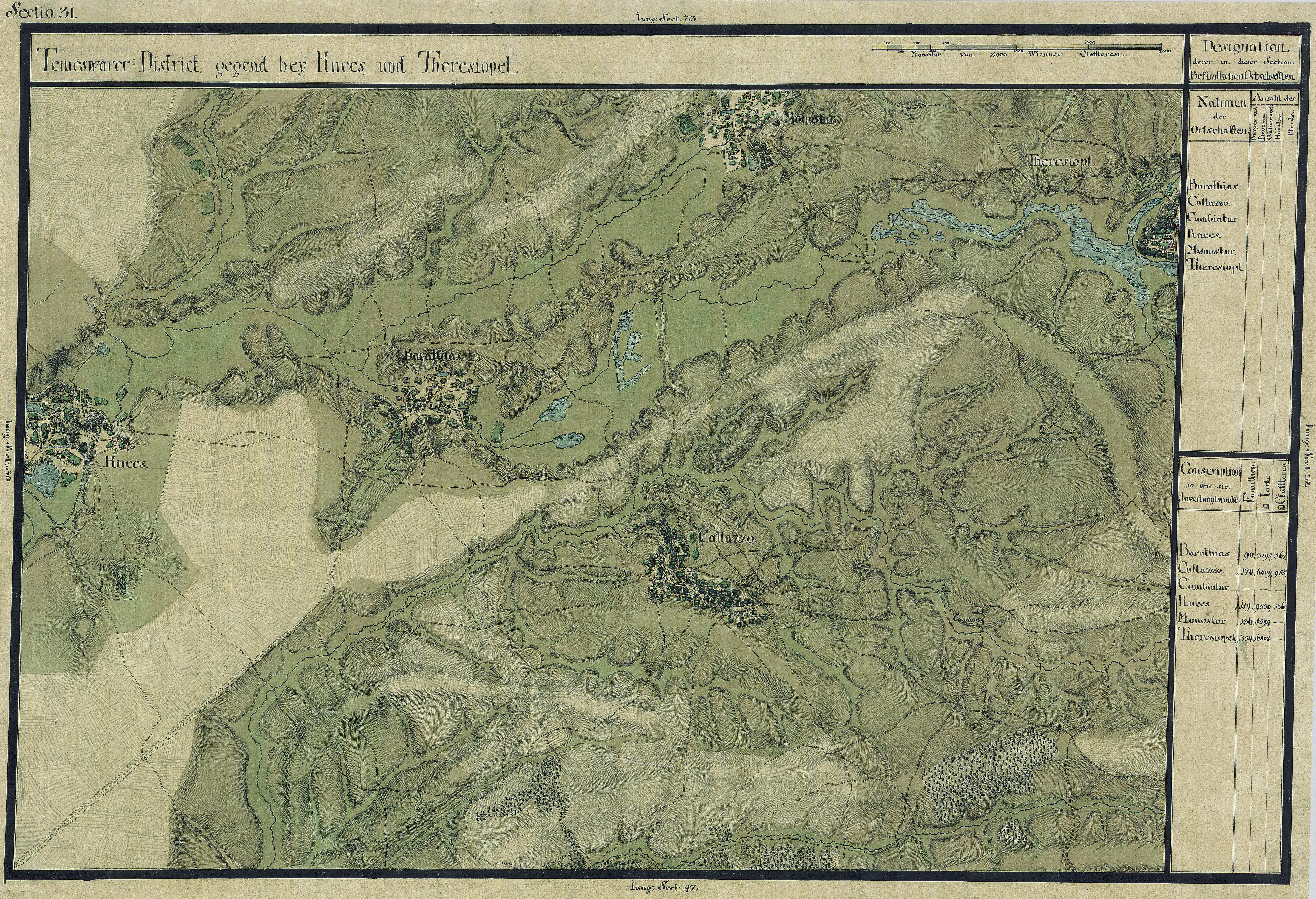
Satchinez auf der Josephinischen Landaufnahme (1769–1772)

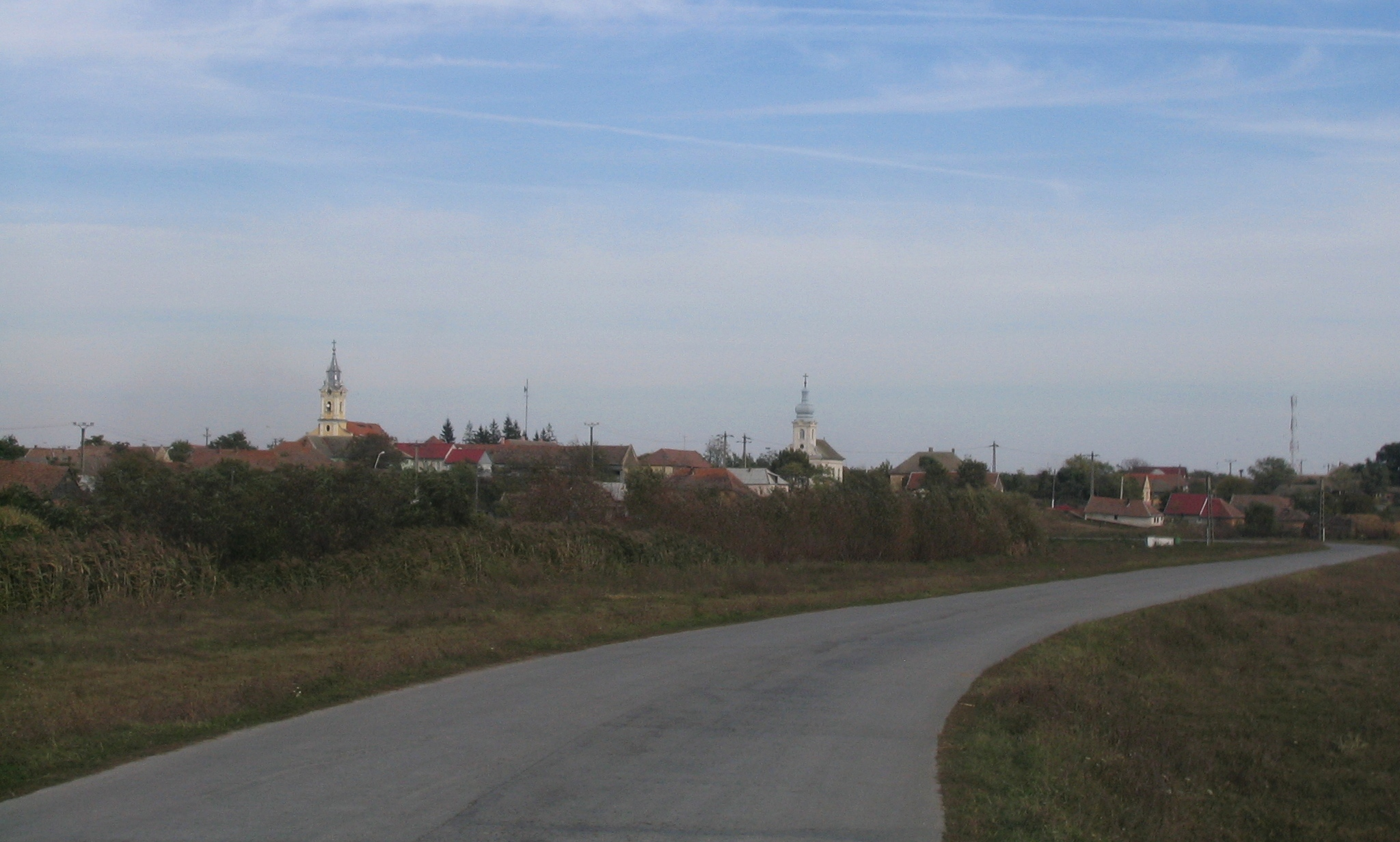
Satchinez 2008

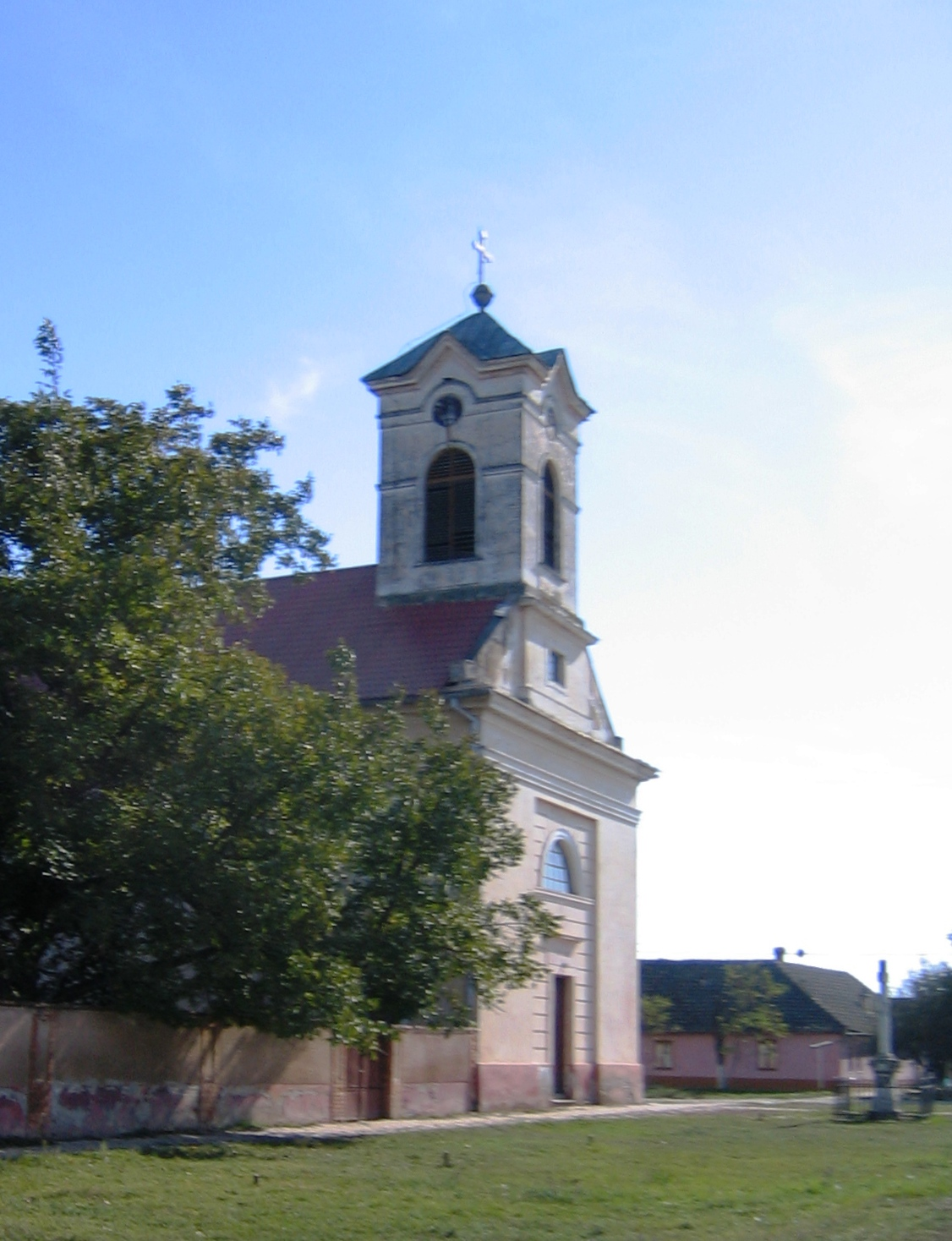
Römisch-katholische Kirche

Satchinez (deutsch Knees, ungarisch Temeskenéz) ist eine Gemeinde im Kreis Timiș, in der Region Banat, im Südwesten Rumäniens. Zur Gemeinde Satchinez gehören die Dörfer Hodoni und Bărăteaz.

## Geographische Lage
Satchinez liegt im Norden des Kreises Timiș etwa 25 Kilometer von Timișoara entfernt und befindet sich an der Bahnstrecke Timișoara–Periam und an der Nationalstraße DN69 Timișoara–Arad, sowie an der Europastraße 671. Die Bahnstation heißt Chinezu. Die Nachbargemeinden von Satchinez sind Gelu im Norden, Bărăteaz, Călacea und Carani im Osten, Hodoni im Südosten und Biled im Südwesten.

## Nachbarorte
| Variaș | Gelu                                        | Vinga     |
| Șandra | Kompassrose, die auf Nachbargemeinden zeigt | Orțișoara |
| Biled  | Becicherecu Mic                             | Sânandrei |

## Geschichte
Urkundlich wurde der Ort erstmals in mittelalterlichen Dokumenten (1332–1337) unter dem Namen Kenez erwähnt.
Der Name der Gemeinde ist slawischen Ursprungs (Knes oder Knjas) und bedeutet so viel wie Fürst, Herrscher. Dieser war das Oberhaupt eines Knesats. Die Knesen standen schon im Mittelalter an der Spitze der rumänischen und serbischen Dörfer.
Der Legende nach stammt der Ortsname von dem Temescher Comes Paul Kinizsy (rumänisch Paul Chinezul), dessen Heimatort hier gewesen sein soll. Wissenschaftlich belegt ist dies aber nicht.
Im Mittelalter lebten hier Serben. Im Jahr 1717, als die Türken von den Habsburgern vertrieben wurden, war der Ort höchstwahrscheinlich ebenfalls von Serben bewohnt, als man ein Haufendorf mit zehn Häusern vorfand. Die Besiedlung mit Deutschen fand ab dem 23. Januar 1797 statt. Mit der Ansiedlung der deutschen Kolonisten begann der planmäßige Ausbau des Dorfes. Die Ungarn nannten den Ort Temeskenéz.
Am 4. Juni 1920 wurde das Banat infolge des Vertrags von Trianon dreigeteilt. Der größte, östliche Teil, zu dem auch Knees gehörte, fiel an Rumänien.
Infolge des Waffen-SS-Abkommens vom 12. Mai 1943 zwischen der Antonescu-Regierung und Hitler-Deutschland wurden alle deutschstämmigen wehrpflichtigen Männer in die deutsche Armee eingezogen. Noch vor Kriegsende, im Januar 1945, fand die Deportation aller volksdeutschen Frauen zwischen 18 und 30 Jahren und Männer im Alter von 16 bis 45 Jahren zur Aufbauarbeit in die Sowjetunion statt. Das Bodenreformgesetz vom 23. März 1945, das die Enteignung der deutschen Bauern in Rumänien vorsah, entzog der ländlichen Bevölkerung die Lebensgrundlage.
Da die Bevölkerung entlang der rumänisch-jugoslawischen Grenze von der rumänischen Staatsführung nach dem Zerwürfnis Stalins mit Tito und dessen Ausschluss aus dem Kominform-Bündnis als Sicherheitsrisiko eingestuft wurde, erfolgte am 18. Juni 1951 die Deportation „von politisch unzuverlässlichen Elementen“ in die Bărăgan-Steppe unabhängig von der ethnischen Zugehörigkeit. Die rumänische Führung bezweckte zugleich den einsetzenden Widerstand gegen die bevorstehende Kollektivierung der Landwirtschaft zu brechen. Als die Bărăganverschleppten 1956 heimkehrten, erhielten sie die 1945 enteigneten Häuser und Höfe zurückerstattet. Der Feldbesitz wurde jedoch kollektiviert.
Im Jahr 1997 wurde am Dorfeingang ein zweisprachiges Ortsschild angebracht, auf dem außer der amtlichen rumänischen Ortsbezeichnung Satchinez auch der Ortsname in Romanes, der Sprache der Roma, Ogav Chiniziticon steht.

## Verwaltung
Verwaltungsmäßig gehörte Satchinez im Mittelalter zum Csanáder und Temescher Komitat. Nach der Vertreibung der Türken, von 1717 bis 1775, war Knez eine kaiserliche Krondomäne, direkt dem Wiener Hof unterstellt. Die subordinierte Verwaltungseinheit war das Temeswarer und das Sanktandreser Distriktverwaltungsamt. Von 1775 bis 1779 unterstand es dem Temeswarer Kreisamt. Ab 1779 bis 1849 gehörte Temeskenéz zum Königreich Ungarn, Temescher Komitat, Wingaer Bezirk. Nach der Revolution von 1848/49 bis 1867 war es Bestandteil der Woiwodschaft Serbien und Temeser Banat. Von 1867 bis 1918 gehörte es wieder zum Königreich Ungarn. Seit 1918 gehört Satchinez zu Rumänien.

## Wirtschaft
Die Hauptbeschäftigung der Bewohner war im 19. Und 20. Jahrhundert die Landwirtschaft, wobei der Getreidebau im Mittelpunkt stand. Es folgten der Anbau von Futter- und Industriepflanzen sowie der Obst- und Weinbau. Bekannt war Knees auch durch die Pferde- und Rinderzucht. An Handwerkern gab es im Ort Zimmerleute, Schreiner, Barbiere, Seiler, Schneider, Fleischer, Hutmacher, Sattler und Zimmermaler. Hinzu kamen die Gemischtwarenhändler und Gastwirte. In Satchinez gab es um die Jahrhundertwende vom 19. Zum 20. Jahrhundert vier Rossmühlen, zwei Ölpressen, eine Wassermühle, eine Dampfmühle. Zur selben Zeit gab es auch eine Kreditgenossenschaft, ebenso ein Postamt.

## Kultur
Im Ort stehen drei Kirchen. Die älteste ist die rumänisch-orthodoxe, die im Jahr 1804 errichtet wurde. Die römisch-katholische wurde zwischen 1822 und 1823 und die serbisch-orthodoxe 1889 erbaut. Die römisch-katholische Kirche wurde am 15. Oktober 1823 der Heiligen Theresia von Avila geweiht.
Die Rumänen und Serben hatten bereits 1777 eine Trivialschule. Eine deutsche konfessionelle, römisch-katholische Schule in Knees wurde 1802 erstmals erwähnt. 1820 wurde das erste Schulgebäude errichtet und 1878/79 dann das neue Schulhaus mit zwei geräumigen Klassenzimmern gebaut. Aufgrund des Mangels an deutschen Schülern wurde sie im Jahr 1988 schließlich geschlossen.
Im Jahr 1899 bestand bereits der Bauernverein. Außerdem gab es den Leseverein, einen Meisterverein, einen Leichenbestattungsverein, die Freiwillige Feuerwehr, einen Kirchenchor, eine Blasmusikkapelle und einen Gesangsverein. Ab 1948 gab es im Ort ein Kulturheim, in dem auch Filme vorgeführt wurden.

## Kneeser Ried
Der Bach Jer schließt zusammen mit seinem Seitenkanal den Ort hufeisenförmig ein. Diese zwei Wasserläufe umschließen ein großes Gelände mit unzähligen Teichen, Tümpeln, Inseln und Halbinseln. Das Kneeser Ried wird auch das Banater Delta genannt, in dem sich ein seltener und üppiger Pflanzenwuchs und ein ausgesprochen vielfältiges Vogelparadies befinden. Mehr als die Hälfte aller Vogelarten Rumäniens leben im Kneeser Rezervat.
Ein Areal von etwa 120 Hektar sind als Vogelreservat Satchinez ausgewiesen, hinzu kommen noch weitere 1070 Hektar als Pufferzone. Seit 1999 ist das Vogelschutzgebiet bei Knees in das Programm „Life Nature“ eingebunden und wird von der Europäischen Union finanziell unterstützt.
Ungefähr 150 Vogelarten wurden im Reservat registriert, wovon etwa 70 davon dort brüten. Zu den Vögeln, welche im Reservat brüten, zählen: Seidenreiher, Silberreiher, Purpurreiher, Graureiher, Nachtreiher, Rallenreiher, Rohrdommel, Zwergdommel, weißer Storch, Kormoran, Eistaucher, Teichhuhn, Blässhuhn, Kiebitz, Bachstelze, Wildente, Moorente, Graugänse, Getreide- und Kleine-Ralle, große Trappe und Singvögel wie Sumpf-, Beutel-, Rohr-, Bartmeise, diverse Grasmücken und viele mehr.

## Persönlichkeiten
- Vasile Gain (* 1912), rumänischer Fußballspieler
- Josef Jochum (1930–2017), Schauspieler, Regisseur und Autor
- Martin Roos (* 1942), emeritierter römisch-katholischer Bischof von Timișoara